# Voss (powieść)
Voss – powieść napisana przez australijskiego pisarza Patricka White’a w 1957 roku.
Voss opiera się na prawdziwej historii legendarnego niemieckiego podróżnika Ludwiga Leichhardta, który podczas swojej wyprawy zaginął bez śladu na niezbadanych wówczas częściach środkowej Australii.